# Аннвіль-сюр-Мер
Аннві́ль-сюр-Мер (фр. Anneville-sur-Mer) — колишній муніципалітет у Франції, у регіоні Нормандія, департамент Манш. Населення — 244 осіб (2011).
Муніципалітет був розташований на відстані близько 290 км на захід від Парижа, 90 км на захід від Кана, 36 км на захід від Сен-Ло.

## Історія
До 2015 року муніципалітет перебував у складі регіону Нижня Нормандія. Від 1 січня 2016 року належав до нового об'єднаного регіону Нормандія.
1 січня 2019 року Аннвіль-сюр-Мер, Монсюрван i Сервіньї було приєднано до муніципалітету Гувіль-сюр-Мер.

## Демографія
Динаміка населення (INSEE ):
Розподіл населення за віком та статтю (2006):
| Стать | Всього | До 15 років | 15-24 | 25-44 | 45-64 | 65-85 | Понад 85 |
| --- | ------ | ----------- | ----- | ----- | ----- | ----- | -------- |
| Чоловіки | 104    | 12          | 12    | 16    | 36    | 24    | 4        |
| Жінки | 124    | 20          | 0     | 32    | 24    | 48    | 0        |
| \| Статево-вікова піраміда \| Статево-вікова піраміда \| Статево-вікова піраміда \| \| ----------------------- \| ----------------------- \| ----------------------- \| \| Чоловіки \| Вік \| Жінки \| \| 4 \| 85 + \| 0 \| \| 8 \| 80-84 \| 8 \| \| 4 \| 75-79 \| 12 \| \| 8 \| 70-74 \| 12 \| \| 4 \| 65-69 \| 16 \| \| 4 \| 60-64 \| 4 \| \| 8 \| 55-59 \| 4 \| \| 16 \| 50-54 \| 12 \| \| 8 \| 45-49 \| 4 \| \| 8 \| 40-44 \| 24 \| \| 4 \| 35-39 \| 4 \| \| 0 \| 30-34 \| 0 \| \| 4 \| 25-29 \| 4 \| \| 8 \| 20-24 \| 0 \| \| 4 \| 15-20 \| 0 \| \| 8 \| 10-14 \| 4 \| \| 0 \| 5-9 \| 12 \| \| 4 \| 0-4 \| 4 \| |        |             |       |       |       |       |          |
| Статево-вікова піраміда |        |             |       |       |       |       |          |
| Чоловіки | Вік    | Жінки       |       |       |       |       |          |
| 4 | 85 +   | 0           |       |       |       |       |          |
| 8 | 80-84  | 8           |       |       |       |       |          |
| 4 | 75-79  | 12          |       |       |       |       |          |
| 8 | 70-74  | 12          |       |       |       |       |          |
| 4 | 65-69  | 16          |       |       |       |       |          |
| 4 | 60-64  | 4           |       |       |       |       |          |
| 8 | 55-59  | 4           |       |       |       |       |          |
| 16 | 50-54  | 12          |       |       |       |       |          |
| 8 | 45-49  | 4           |       |       |       |       |          |
| 8 | 40-44  | 24          |       |       |       |       |          |
| 4 | 35-39  | 4           |       |       |       |       |          |
| 0 | 30-34  | 0           |       |       |       |       |          |
| 4 | 25-29  | 4           |       |       |       |       |          |
| 8 | 20-24  | 0           |       |       |       |       |          |
| 4 | 15-20  | 0           |       |       |       |       |          |
| 8 | 10-14  | 4           |       |       |       |       |          |
| 0 | 5-9    | 12          |       |       |       |       |          |
| 4 | 0-4    | 4           |       |       |       |       |          |

## Економіка
2010 року серед 141 особи працездатного віку (15—64 років) 96 були активними, 45 — неактивними (показник активності 68,1%, у 1999 році було 66,4%). З 96 активних мешканців працювало 89 осіб (44 чоловіки та 45 жінок), безробітними було 7 (3 чоловіки та 4 жінки). Серед 45 неактивних 5 осіб було учнями чи студентами, 31 — пенсіонерами, 9 були неактивними з інших причин.

У 2010 році в муніципалітеті числилось 117 оподаткованих домогосподарств, у яких проживали 255,0 особи, медіана доходів виносила 18 766 євро на одного особоспоживача

## Уродженці
- Алессандро Реніка (*1962) — італійський футболіст, захисник, згодом — футбольний тренер.